# Solo 66
Solo 66 ist ein Karten-Stichspiel für fünf Spieler, das an die Regeln des Skat-Spiels angelehnt ist. Gespielt wird mit einem französischen Skatblatt mit 32 Karten. Wie beim Skat spielt hier ein Solospieler gegen die anderen Mitspieler. Gereizt wird nur mit der vorgesehenen Trumpffarbe. Buben werden in die jeweilige Kartenfarbe eingereiht und sind keine zusätzlichen Trümpfe zu den Karten der Trumpffarbe.

## Spielweise
Das Spiel wird mit fünf Personen gespielt und entspricht im Wesentlichen einem Skatspiel.
Zu Beginn des Spiels mischt der Geber die Spielkarten und lässt abheben, danach teilt er an jeden Mitspieler jeweils sechs Karten aus. Die restliche beiden Karten werden als verdeckter Talon in die Tischmitte gelegt. Durch Reizen wird ein Solospieler bestimmt, wobei derjenige, der die höchste Kartenfarbe  in der Reihenfolge Kreuz , Pik , Herz  und Karo  als Trumpf anbietet, das Reizen gewinnt. Dabei wird das erste Gebot von dem Spieler links vom Geber (Vorhand) abgegeben, der jedoch auch Passen kann. Der Spieler, der zuerst das höchste Gebot abgibt, erhält das Spiel und wird Solospieler. Er muss das gebotene oder ein höheres Spiel ansagen. Danach nimmt er die beiden Talonkarten auf und darf zwei beliebige Karten in seinen Stichstapel „drücken“. Wird kein Trumpf angesagt und alle Spieler passen, wird, je nach Vereinbarung, neu gegeben oder alternativ ohne Trümpfe gespielt, wobei derjenige gewinnt, der den letzten Stich gemacht hat (unabhängig von seinen anderen Stichen und Werten).
Der Vorhandspieler spielt die erste Karte aus, alle anderen Spieler müssen darauf entweder eine Karte der gleichen Kartenfarbe ablegen (Bedienpflicht) oder, falls das nicht möglich ist, einen Trumpf ausspielen. Nur wenn ein Spieler weder eine passende Farbe noch einen Trumpf ausspielen kann, darf er eine beliebige Karte abwerfen. Der Spieler, der die höchste Karte der angespielten Farbe oder den höchsten Trumpf gelegt hat, gewinnt den Stich. Dabei ist das Ass die höchste Karte, ihm folgen 10, König, Dame, Bube, 9, 8 und 7.
Um das Spiel zu gewinnen, muss der Solospieler bei der Abrechnung am Spielende mehr als die Hälfte der Gesamtpunkte des Spiels in seinen Stichen haben. Dabei werden die Karten analog zum Skat gewertet: Die 7, 8 und 9 zählen Null, der Bube zählt zwei, die Dame zählt drei, der König zählt vier, die 10 zählt zehn und das Ass zählt elf Punkte. Weitere 10 Punkte werden für denjenigen vergeben, der den letzten Stich bekommt, sodass insgesamt 130 Punkte erreicht werden können und der Solospieler das Spiel mit mindestens 66 Punkten beenden muss.
Entsprechend einem vorher vereinbarten Spielsatz werden die erhaltenen Punkte als Gewinn notiert, verliert ein Solospieler, bekommt er den doppelten Punktewert abgezogen. Haben die Gegner weniger als 33 Punkte, sind sie Schneider gespielt und der Gewinner erhält seine Punkte doppelt, und wenn sie gar keinen Stich machen konnten (schwarz), erhält er sie dreifach. Verliert er mit weniger als 33 Punkten, wird der dreifache Wert abgezogen, und erhält er keinen Stich, verliert er vierfach.

## Belege
1. 1 2 3 4 5  Solo 66 In: Claus D. Grupp: Kartenspiele. Falken-Verlag Erich Sicker, Wiesbaden 1975; S. 63–64. ISBN 3-8068-2001-5.